# Allsvenskan i bandy för damer 2002/2003
Allsvenskan i bandy för damer 2002/2003 spelades som grundserie 16 november 2002–1 februari 2003, och fortsättningsserie mellan 8 februari och 1 mars 2003, och vanns båda av AIK. Säsongen avslutades med att AIK blev svenska mästarinnor efter seger med 10-0 mot Sandvikens AIK i finalmatchen på Studenternas IP i Uppsala den 15 mars 2003.

## Upplägg
Lag 1-6 gick vidare till Elitserien, en fortsättningsserie från vilken lag 1-4 gick vidare till slutspel om svenska mästerskapet. Lag 5-6 gick till kvalspel. 

## Förlopp
- Skytteligan vanns av Johanna Pettersson, Sandvikens AIK med 53 fullträffar.[2].
- Finalpubliken på 2 560 åskådare innebar nytt svenskt publikrekord för dambandy.[3]

## Seriespelet

### Allsvenskan
| Nr | Lag                | S  | V  | O | F  | +/-      | P  |
| -- | ------------------ | -- | -- | - | -- | -------- | -- |
| 1  | AIK                | 14 | 13 | 0 | 1  | 116 - 26 | 26 |
| 2  | Sandvikens AIK     | 14 | 12 | 0 | 2  | 134 - 44 | 24 |
| 3  | Västerstrands AIK  | 14 | 10 | 0 | 4  | 148 - 44 | 20 |
| 4  | Edsbyns IF         | 14 | 8  | 1 | 5  | 84 - 53  | 17 |
| 5  | Villa Lidköping BK | 14 | 6  | 1 | 7  | 49 - 75  | 13 |
| 6  | Västerås SK        | 14 | 3  | 1 | 10 | 34 - 98  | 7  |
| 7  | Ljusdals BK        | 14 | 2  | 1 | 11 | 22 - 85  | 5  |
| 8  | Hammarby IF        | 14 | 0  | 0 | 14 | 15 - 177 | 0  |

### Elitserien
| Nr | Lag                | S | V | O | F | +/-     | P  |
| -- | ------------------ | - | - | - | - | ------- | -- |
| 1  | AIK                | 5 | 5 | 0 | 0 | 36 - 9  | 10 |
| 2  | Västerstrands AIK  | 5 | 4 | 0 | 1 | 46 - 15 | 8  |
| 3  | Sandvikens AIK     | 5 | 3 | 0 | 2 | 25 - 14 | 6  |
| 4  | Edsbyns IF         | 5 | 2 | 0 | 3 | 23 - 19 | 4  |
| 5  | Västerås SK        | 5 | 1 | 0 | 4 | 10 - 43 | 2  |
| 6  | Villa Lidköping BK | 5 | 0 | 0 | 5 | 14 - 54 | 0  |

## Seriematcherna

### Allsvenskan
| - 16 november 2002 Villa Lidköping BK-IK Göta/Hammarby 16-1 - 16 november 2002 Sandvikens AIK-Edsbyns IF: 6-5 - 16 november 2002 Ljusdals BK-AIK 1-7 - 16 november 2002 Västerstrands AIK-Västerås SK 16-1 - 17 november 2002 Edsbyn-AIK 2-3 - 22 november 2002 Göta/Hammarby-Sandviken 0-22 - 23 november 2002 Edsbyn-Ljusdal 7-0 - 23 november 2002 Västerås-Villa Lidköping 1-2 - 23 november 2002 AIK-Västerstrand 10-1 - 24 november 2002 AIK-Villa Lidköping 6-2 - 24 november 2002 Göta/Hammarby-Edsbyn 1-13 - 24 november 2002 Sandviken-Västerås 9-2 - 29 november 2002 Västerås-Göta/Hammarby 9-2 - 30 november 2002 Ljusdal-Villa Lidköping 4-5 - 30 november 2002 Edsbyn-Västerstrand 5-4 - 30 november 2002 AIK-Sandviken 8-4 - 1 december 2002 Edsbyn-Villa Lidköping 5-1 - 1 december 2002 AIK-Västerås 5-2 - 1 december 2002 Ljusdal-Västerstrand 2-11 - 6 december 2002 Göta/Hammarby-AIK 0-15 - 7 december 2002 Villa Lidköping-Västerstrand 2-7 - 7 december 2002 Västerås-Edsbyn 2-6 - 7 december 2002 Sandviken-Ljusdal 12-0 - 8 december 2002 Ljusdal-Göta/Hammarby 4-1 - 8 december 2002 Västerstrand-Sandviken 6-7 - 21 december 2002 Sandviken-Villa Lidköping 8-2 - 21 december 2002 Västerås-Ljusdal 3-3 - 21 december 2002 Västerstrand-Göta/Hammarby 16-1 | - 22 december 2002 AIK-Ljusdal 7-0 - 22 december 2002 Göta/Hammarby-Villa Lidköping 0-5 - 22 december 2002 Edsbyn-Sandviken 4-6 - 22 december 2002 Västerås-Västerstrand 0-18 - 5 januari 2003 Sandviken-Göta/Hammarby 20-0 - 5 januari 2003 Västerstrand-AIK 7-4 - 5 januari 2003 Villa Lidköping-Västerås 3-2 - 6 januari 2003 Västerås-Sandviken 1-9 - 6 januari 2003 Villa Lidköping-AIK 2-7 - 9 januari 2003 Ljusdal-Edsbyn 2-8 - 11 januari 2003 Sandviken-AIK 3-11 - 11 januari 2003 Västerstrand-Edsbyn 9-4 - 11 januari 2003 Göta/Hammarby-Västerås 4-5 - 11 januari 2003 Villa Lidköping-Ljusdal 4-1 - 12 januari 2003 Västerstrand-Ljusdal 8-0 - 12 januari 2003 Västerås-AIK 0-15 - 12 januari 2003 Villa Lidköping-Edsbyn 5-5 - 17 januari 2003 AIK-Göta/Hammarby 9-2 - 18 januari 2003 Edsbyn-Västerås 5-4 - 18 januari 2003 Ljusdal-Sandviken 0-9 - 18 januari 2003 Västerstrand-Villa Lidköping 16-0 - 18 januari 2003 Edsbyn-Göta/Hammarby 15-1 - 19 januari 2003 Sandviken-Västerstrand 7-5 - 19 januari 2003 Göta/Hammarby-Ljusdal 1-4 - 1 februari 2003 AIK-Edsbyn 9-0 - 1 februari 2003 Göta/Hammarby-Västerstrand 1-24 - 1 februari 2003 Ljusdal-Västerås 1-2 - 1 februari 2003 Villa Lidköping-Sandviken 0-12 |

### Elitserien
| - 8 februari 2003 AIK-Villa Lidköping 10-1 - 8 februari 2003 Sandviken-Edsbyn 4-0 - 8 februari 2003 Västerstrand-Västerås 21-1 - 9 februari 2003 Västerstrand-AIK 4-7 - 9 februari 2003 Västerås-Edsbyn 4-9 - 9 februari 2003 Villa Lidköping-Sandviken 2-10 - 22 februari 2003 Edsbyn-Villa Lidköping 8-1 - 22 februari 2003 AIK-Västerås 12-0 - 22 februari 2003 Sandviken-Västerstrand 2-6 | - 23 februari 2003 Västerstrand-Edsbyn 6-4 - 23 februari 2003 AIK-Sandviken 3-2 - 23 februari 2003 Västerås-Villa Lidköping 6-5 - 1 mars 2003 Edsbyn-AIK 2-4 - 1 mars 2003 Sandviken-Västerås 7-3 - 1 mars 2003 Villa Lidköping-Västerstrand 1-9 |

## Slutspel om svenska mästerskapet

### Semifinaler
- 5 mars 2003: Sandvikens AIK-Västerstrands AIK 4-1
- 6 mars 2003: Edsbyns IF-AIK 0-3

- 8 mars 2003: AIK-Edsbyns IF 10-0 (AIK vidare med 2-0 i matcher)
- 8 mars 2003: Västerstrands AIK-Sandvikens AIK 3-4 (Sandvikens AIK vidare med 2-0 i matcher)

### Final
- 15 mars 2003: AIK-Sandvikens AIK 10-0 (Studenternas IP, Uppsala)

### Fotnoter
1. ↑  Erik Jonsson. ”2000–2009”. Svenska Bandyförbundet. Arkiverad från originalet den 17 mars 2020. https://web.archive.org/web/20200317214713/https://www.svenskbandy.se/BANDYFINALEN/HISTORIK/Svenskamastare/Damer/2000-2009. Läst 25 mars 2020.
2. ↑  Erik Jonsson. ”Skyttedrottningar”. Svenska Bandyförbundet. Arkiverad från originalet den 13 januari 2016. https://web.archive.org/web/20160113123336/http://www.svenskbandy.se/SERIERCUPER/ELITSERIENDAM/HISTORIKSTATISTIK/SKYTTEDROTTNINGAR/. Läst 11 oktober 2009.
3. ↑  ”AIK svenska mästare i dambandy” (på svenska). Sveriges Radio. 16 mars 2003. https://sverigesradio.se/sida/artikel.aspx?programid=103&artikel=199615. Läst 27 oktober 2011.